# Niko Brumen
Niko Brumen, slovenski pesnik, pisec aforizmov in pedagog, * 10. januar 1943 Javorje, Črna na Koroškem. 
Po končani osnovni šoli na Črni na Koroškem in gimnaziji na Ravnah na Koroškem je na mariborski pedagoški akademiji študiral slovenski in srbohrvaški jezik. Po končanem študiju je najprej poučeval na osnovni šoli v Črni, nato pa se je zaposlil v Centru za usposabljanje, delo in varstvo v Črni. Živi in ustvarja v Črni. Aforizme kateri so bili objavljeni v lokalnih časopisih je kasneje izdal v več zbirkah.  Njegova trenutna bibliografija obsega 29 zapisov.

## Izbrana bibliografija

##### Pesniške zbirke
- Ko bolijo spomini (COBISS)
- Zrnca peska (COBISS)
- Brevir duše note življenja (COBISS)

##### Zbirke aforizmov
- Natroski (COBISS)
- In obratno (COBISS)
- Rokovnik, aforizmi in pesmi (COBISS)

##### Drugo
- Misli iz parterja (COBISS)
- Srce in misel  (COBISS)
- Odraslost : osebe z motnjo v duševnem razvoju (COBISS)
- Uspavanka za Saro (COBISS)